# Nils Ahnlund
Nils Ahnlund (ur. 23 sierpnia 1889 w Uppsali, zm. 11 stycznia 1957 w Sztokholmie) – szwedzki historyk.

## Życiorys
Od 1928 do 1955 był profesorem Uniwersytetu Sztokholmskiego, jednocześnie w latach 1934-1948 redagował pismo „Historisk Tidskrift”. Od 1941 był członkiem Akademii Szwedzkiej. Napisał prace o podstawowym znaczeniu dla poznania dziejów panowania Gustawa II Adolfa i historii Sztokholmu.